# Phrynobatrachus kinangopensis
Phrynobatrachus kinangopensis es una especie de anfibios de la familia Phrynobatrachidae.

## Distribución geográfica yhábitat
Es endémica del centro de Kenia. Su rango altitudinal oscila alrededor de 3000 m s. n. m..